# زمین‌لرزه ۲۰۱۰ شیلی
زمین‌لرزه شیلی، زمین‌لرزه ۸٫۸ ریشتری بود که در بامداد شنبه ۸ اسفند ۱۳۸۸ (۲۷ فوریه ۲۰۱۰) در کشور شیلی دست‌کم ۷۰۰ کشته برجای گذاشت. مرکز این زلزله در ۱۱۵ کیلومتری شمال شرقی شهر کُنسپسیون و ۳۲۵ کیلومتری جنوب غربی سانتیاگو، پایتخت شیلی بود.
در پی این زمین‌لرزه در ۵۳ کشور اعلام خطر سونامی شد.

## نگارخانه

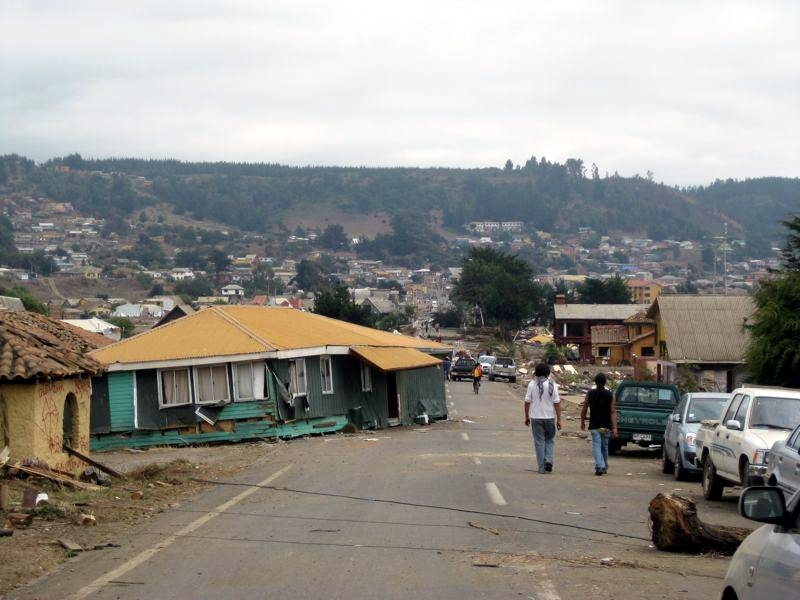
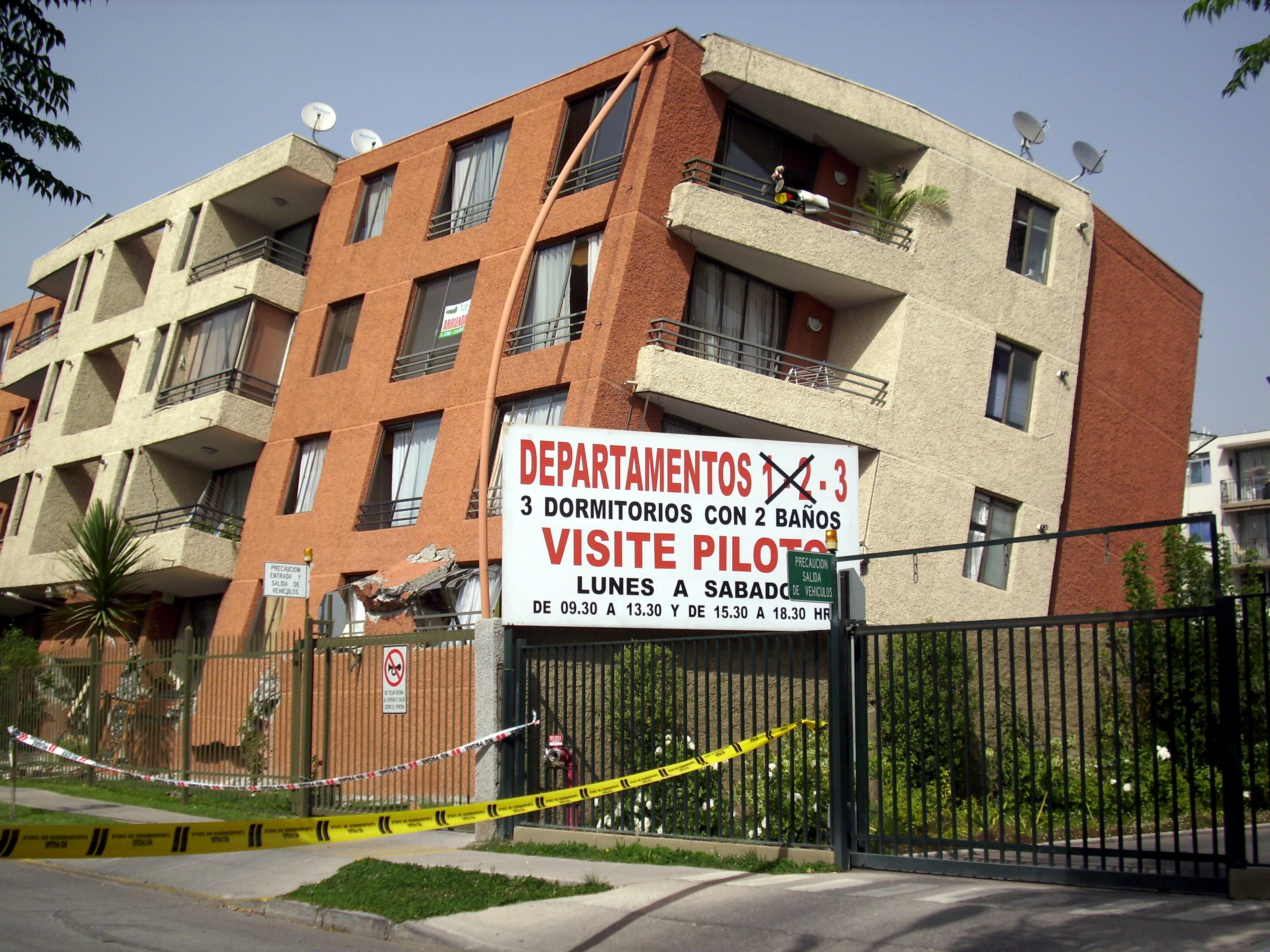
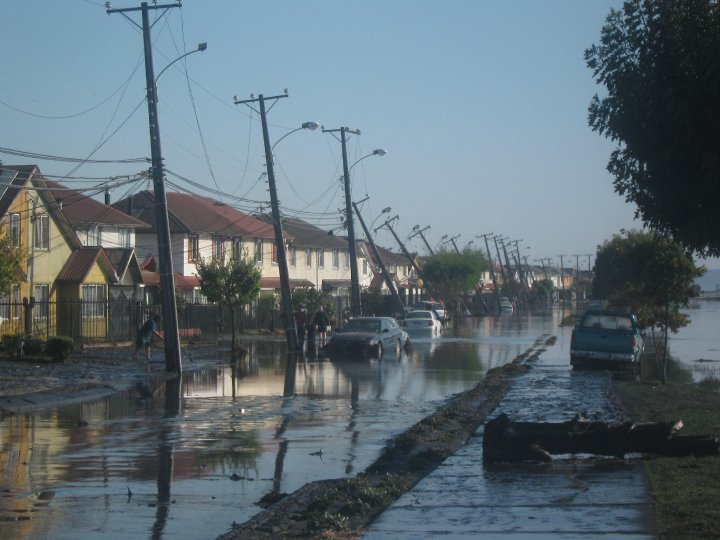
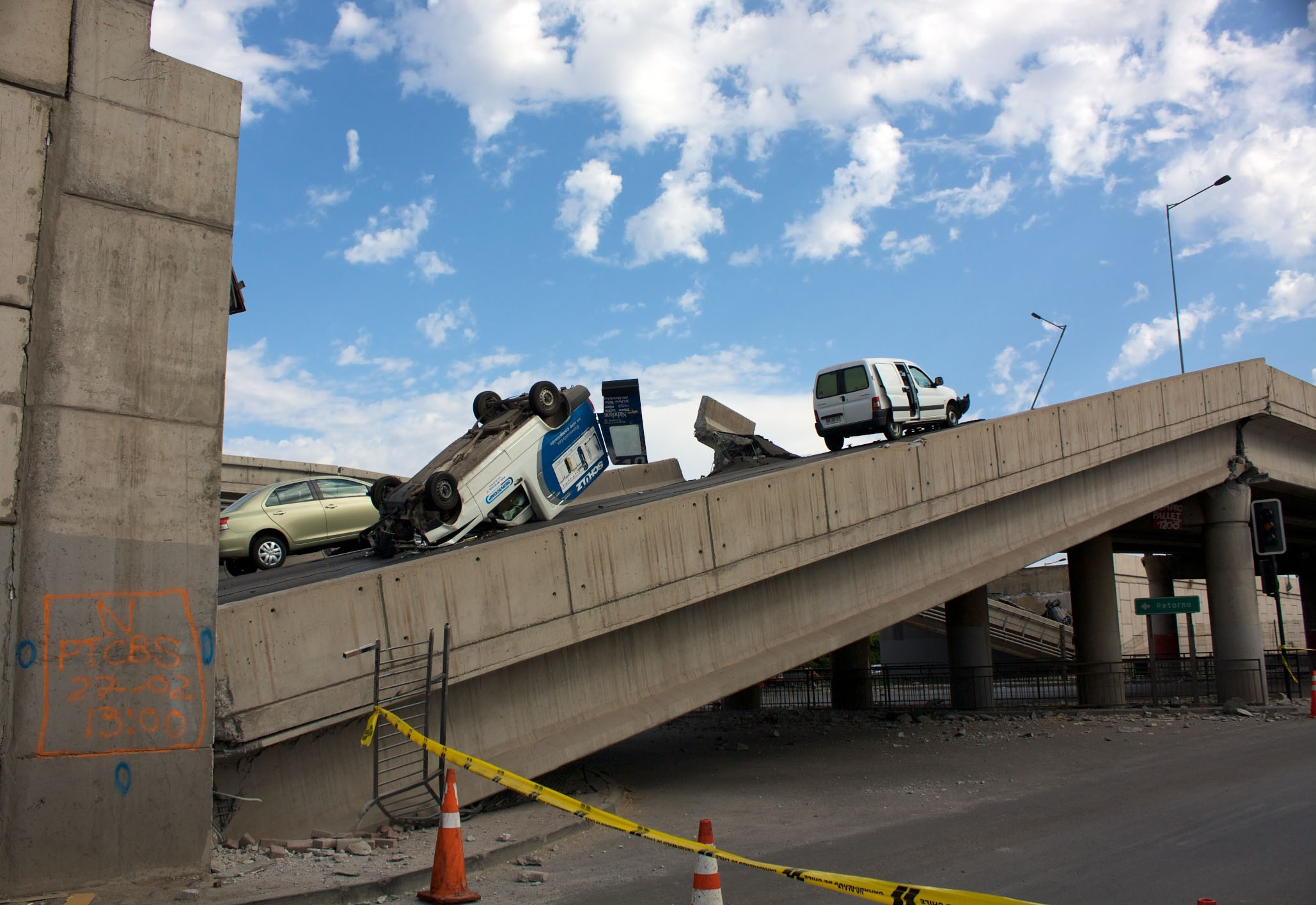
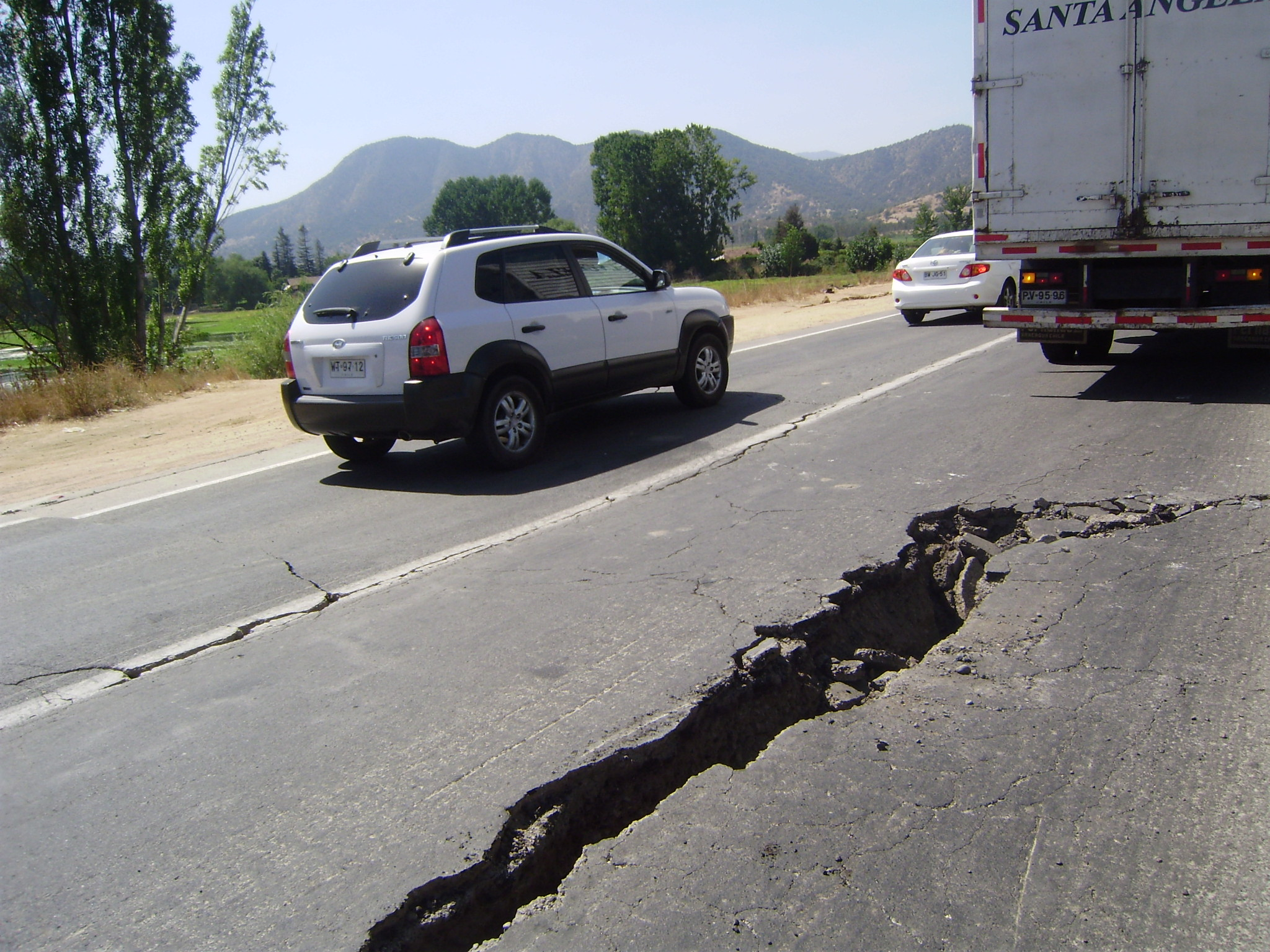